# 藤村步
藤村步（日语：／ Fujimura Ayumi，1982年9月3日—），日本女性聲優，賢Production所屬，東京都出身。畢業於専門學校東京音樂及媒體藝術尚美。

## 簡介
- 在『後天的方向』中飾演五百川體，首次擔任女主角，同時也是首次演唱角色歌曲及擔任廣播節目主持人。
- 在為『後天的方向』錄音時，只有藤村於日後重新錄音，還曾經發生了近50次的NG。但本人也在廣播節目中說，包含這些插曲在內，「參與『後天的方向』讓自己學到了很多」[來源請求]。
- 在『後天廣播』裡，從文靜的五百川體180度大轉變，改成用非常high的對談與伊藤静一同主持。
- 在『後天廣播』最終回，為了慶祝藤村首次飾演女主角及擔任主持人，贈送了藤村一個有主要演出成員及工作人員全體簽名的2公升寶特瓶當作畢業證書及紀念品，給藤村一個驚喜。但是在頒發畢業證書前伊藤出了一個「一邊咬住銀紙一邊唸『後天〜』的商品資訊」的題目當作「畢業考」，藤村邊流淚邊唸，順利平安畢業。
- 最近常飾演少年及傲嬌的角色，也常在J.C.STAFF及Geneon Entertainment的作品中演出。
- 兄弟姊妹有妹妹及年紀相差較遠的弟弟（出自「Filn新聞」、廣播第一回）。
- 常與伊藤静及生天目仁美、釘宮理惠和佐藤利奈共同演出，近年也常與岡本信彥合作。
- 被岩田光央、佐藤利奈暱稱「貓」或「黑貓」[1]。
- 2019年4月1日由事務所宣布無限期停止聲優活動[2]。

## 主要出演作品

### 電視動畫
2006年
- 後天的方向（五百川體）
- 西方善魔女 Astraea Testament（マリエ・オセット）
- 王牌酒保（來島美和）
- NANA（女性、美和）

2007年
- 風之聖痕（神凪綾乃）
- 地獄少女 二籠（紅林拓真）
- 灼眼的夏娜II（中村公子）
- 守護甜心！（鳩羽雪）
- 神曲奏界（スズナ）
- 無敵偵探貴公子（千春）
- 桃華月憚（御堂寧寧）
- 交響情人夢（井上由貴、桃平美奈子（學生時代））
- 爆丸
- 旋風管家（春風千櫻）
- 地球防衛少年（記者）
- 蛋黃醬蘿莉（蜂谷美美）
- 校園烏托邦 學美向前衝！（生徒）

2008年
- 一騎當千 Great Guardians（張昭子布）
- 海馬
- 狂亂家族日記（亂崎凶華/休琪娃‧愛亞愛莉）
- 骷髏13（ナタリー）
- 楚楚可憐超能少女組（梅枝直美）
- 夏目友人帳（夏目貴志〈少年時代〉）
- 隱王（清水雷鳴）
- BLASSREITER（ルル）
- 波菲的漫長旅程（瑪麗娜(米娜)‧帕特格斯）
- 夢想夏鄉 -A Summer Day's Dream-（射命丸文）

2009年
- 明日的與一（女性店員）
- 黑執事（マリア）
- 黑神（琥珀）
- 初戀限定。（千倉名央）
- 大正野球娘。（尾張記子）
- 續 夏目友人帳（夏目貴志〈少年時代〉）
- BLEACH（女幹部アランカル、飛梅、花天狂骨）
- 旋風管家 第二季（春風千櫻）
- MAJOR 5th season（アナウンサー）
- 青花（萬城目芳江）
- 信蜂（妮綺）
- 聖劍鍛造師（瑟希莉·坎貝爾）
- BASQUASH!（阿蘿拉．史凱佛羅姆）
- 真無敵鐵金剛 衝擊！Z篇（兜志郎）

2010年
- 大小姐×執事!（三家滿）
- 聖痕鍊金士（織部真冬）
- 花丸幼稚園（良太）
- 學生會長是女僕！（鮎澤美咲）
- 魔術快斗（中森青子）
- 吊帶襪天使（Kneesocks）
- 信蜂Reverse（妮綺）
- 爆漫王。（岩瀨愛子、女孩、櫃檯小姐）
- 心靈偵探 八雲（小澤晴香）
- 侵略！花枝娘（相澤榮子）
- 魔法禁書目錄II（吹寄制理）

2011年
- 爆漫王。（講師、女子學生）
- 亞斯塔蘿黛的後宮玩具（葛莉謝爾妲·雷金哈特、教師）
- 聖痕鍊金士II（織部真冬）
- 侵略！？花枝娘（相澤榮子）
- 閃電十一人GO（影山輝）
- 爆漫王。2（岩瀨愛子）
- 青之驅魔師（幼年雪男）
- 夏目友人帳 參（夏目貴志〈少年時代〉）

2012年
- 爆漫王。2（地光計）
- 創聖機械天使EVOL（MIX）
- 戀愛與選舉與巧克力（門前仲綺衣）
- ZETMAN（橋本茉柚）
- 爆漫王。3（岩瀨愛子、道本真）
- 旋風管家！CAN'T TAKE MY EYES OFF YOU（春風千櫻）
- 謎樣女友X（諏訪野亮子）
- Muv-Luv Alternative Total Eclipse（石見安藝）
- 輪迴的拉格朗日（上原春香、岩絢音）
- 輪迴的拉格朗日 season2（上原春香、岩絢音）
- 交響詩篇AO（關瑪姬）
- 櫻花莊的寵物女孩（姬宮沙織）

2013年
- PSYCHO-PASS（女性記者）
- 翠星上的加爾岡緹亞（Striker）
- 集合住宅區的友夫（鎌倉景子）
- 心跳！光之美少女（京田）
- 旋風管家！Cuties（春風千櫻）
- Hunter × Hunter（尼飛彼多）
- KILL la KILL（滿艦飾又郎、鳳凰丸禮）
- 銀狐（春）

2014年
- BUDDY COMPLEX（麗妮·克萊因貝克）
- 英雄銀行（龍里千）
- Free!-Eternal Summer-（鴫野颯斗）
- RAIL WARS! -日本國有鐵道公安隊-（久慈愛麗絲）
- 三坪房間的侵略者！？（Cos研社長）
- 巴哈姆特之怒 GENESIS（加百列）
- 日常生活中的異能戰鬥（齋藤一十三）
- 哆啦A夢（比達）

2015年
- 偵探歌劇 少女福爾摩斯 TD（天馬博子）
- 偶像大師 灰姑娘女孩（資深教練、新進教練）
- The Rolling Girls（宇德真茶未）
- ISUCA依絲卡（依絲卡）
- 記錄的地平線2（成惠2）
- JoJo的奇妙冒險 星塵鬥士（小孩化的波魯那雷夫）
- 俺物語！！（迷路的小孩）
- 六花的勇者（ライナ）
- 排球少年！！第二季（三咲華）
- 偵探小隊KZ事件簿（美坂薰）
- 我被抓到貴族女校當「庶民樣本」（崎守）
- 終結的熾天使 名古屋決戰篇（相原藍子）
- 哆啦A夢（二郎）

2016年
- NORN9 命運九重奏（小春）
- 金田一少年之事件簿R 第2期（斧寺空美）
- 機動戰士GUNDAM UC RE:0096（奧黛莉·伯恩）
- 魔奇少年 辛巴達的冒險（皮皮莉卡）
- 境界之輪迴 第2期（優木直美）
- DAYS（梨花）
- 男子啦啦隊！！（坂東晴子）
- 路人超能100（米里一）
- 夏目友人帳 伍（夏目貴志〈少年時代〉）
- 夢幻慶典（及川慎〈兒童時代〉）
- 見習神仙 秘密的心靈（莎莉、西園寺茜、虎太郎）

2017年
- 青之驅魔師 京都不淨王篇（幼年雪男）
- 巴哈姆特之怒 VIRGIN SOUL（加百列）
- 夏目友人帳 陸（夏目貴志〈少年時代〉）

2018年
- 魔法禁書目錄III（吹寄制理[3]）

2019年
- 路人超能100 II（米里一）
- 天使降臨到我身邊！（白咲春香）

### OVA
2006年
- 灼眼的夏娜SP「戀愛＆溫泉的校外教學」（中村公子）

2007年
- 草莓棉花糖Original Video Animation（女學生）
- 交響曲傳奇THE ANIMATION（女學生）

2008年
- 夢想夏鄉 -A Summer Day's Dream-（射命丸文）

2009年
- 旋風管家（春風千櫻）
- 机动战士高达 UNICORN（奥黛莉·伯恩）

2011年
- .hack//Quantum（江藤衿）

2013年
- 小林可愛到爆！！（小林愛、小林十）※單行本第3卷附贈DVD特裝版
- 翠星上的加爾岡緹亞（Striker）

### 動畫電影
2007年
- 火影忍者疾風傳劇場版（紫苑）
- 劇場版 空之境界 第一章 俯瞰風景（黑桐鮮花）

2008年
- 劇場版 空之境界 第三章 痛覺殘留（黑桐鮮花）
- 劇場版 空之境界 第五章 矛盾螺旋（黑桐鮮花）
- 劇場版 空之境界 第六章 忘卻錄音（黑桐鮮花）

2009年
- 宇宙戰艦大和號 復活篇（古代美雪）
- 劇場版 空之境界 第七章 殺人考察（後）（黑桐鮮花）

2011年
- 劇場版 閃電十一人GO 究極之絆 獅鷲獸（影山輝、新田御流）
- 劇場版 旋風管家 HEAVEN IS A PLACE ON EARTH（春風千櫻）

2012年
- 神秘之法（張麗華）

2014年
- 帕羅的未來島（日语：パロルのみらい島）（帕洛魯）
- 偶像活動劇場版 大星宮草莓祭前夜祭（花音）

2017年
- 劇場版 見習神仙 秘密的心靈：見習神仙精靈 引發奇蹟吧♪特普露與心跳神仙精靈界！ （莎莉妮／莎莉）

### Web動畫
2008年
- 亡念之扎姆德（西村ミドリ）
- 吉宗CITY動画劇場（姬、チビ姬、青山操、サキ、奥方、踊り子A）

### 遊戲
2009年
- 命運召喚士 亞雀的精靈石（史黛拉）
- 机动战士高达战记（斐琳·伊斯特尔）

2010年
- 快打旋風4（伊吹）

2013年
- NORN9 命運九重奏（小春、女僕）
- 塞尔达传说 众神的三角力量2（塞尔达公主）
- UNDER NIGHT IN-BIRTH Exe:Late（让叶）
- 最后生还者（莎拉）

2014年
- 第3次超級機器人大戰Z 時獄篇/天獄篇（2014年－2015年 奥黛莉·伯恩、兜志郎、MIX / MIXY、史多來克・X3752）

2015年
- XBLAZE LOST:MEMORIES（我）
- NORN9 LAST ERA（小春）
- 生化危机 启示录2（莫伊菈·巴頓）
- UNDER 
NIGHT IN-BIRTH Exe:Late[st](讓葉)
- 蒼翼默示錄 神觀之夢（奈茵・幻影)

2016年
- 快打旋風V（伊吹）
- 拳皇XIV（瑟琳娜）

2018年
- BLEACH Brave Souls（花天狂骨、飛梅）
- SNK Heroine: Tag Team Frenzy（瑟琳娜）
- 任天堂明星大亂鬥 特別版（薩爾達公主、希克、Mii鬥士〈類型4〉）
- 蒼翼默示錄：交叉組隊戰(奈茵・幻影（2.0前）、讓葉)[4]

2019年
- 魔法禁书目录 幻想收束（吹寄制理）

2020年
- UNDER NIGHT IN-BIRTH Exe:Late[cl-r](讓葉)

### 音樂
- 學生會長是女僕 Maid Latte（女僕.拿鐵）的角色歌曲--Shining Days（鮎澤美咲）

### 特攝
2015年
- 假面騎士Drive（Sigma）

## 外部連結
- 賢Production的介紹頁
- Fortune Summoners Deluxe的官方
- Super Street Fighter IV（いぶき） （页面存档备份，存于）

## 註解
1. ↑  出自
2. ↑  . 賢Production. 2019-04-01  [2019-04-01]. （原始内容存档于2020-11-07）.
3. ↑  . 電視動畫「魔法禁書目錄III」官方網站.   [2018-09-30]. （原始内容存档于2021-04-14）.
4. ↑  . 遊戲「BLAZBLUE -CROSS TAG BATTLE-」官方網站. 2019-10-08  [2020-06-03]. （原始内容存档于2020-06-03）.